# Kostel Navštívení Panny Marie (Bozkov)
Kostel Navštívení Panny Marie je farní kostel v Bozkově známý jako poutní místo se zázračnou madonou Panny Marie Bozkovské, Královny hor. Dnes také místo české saletinské misie. Je chráněn jako kulturní památka.

## Historie

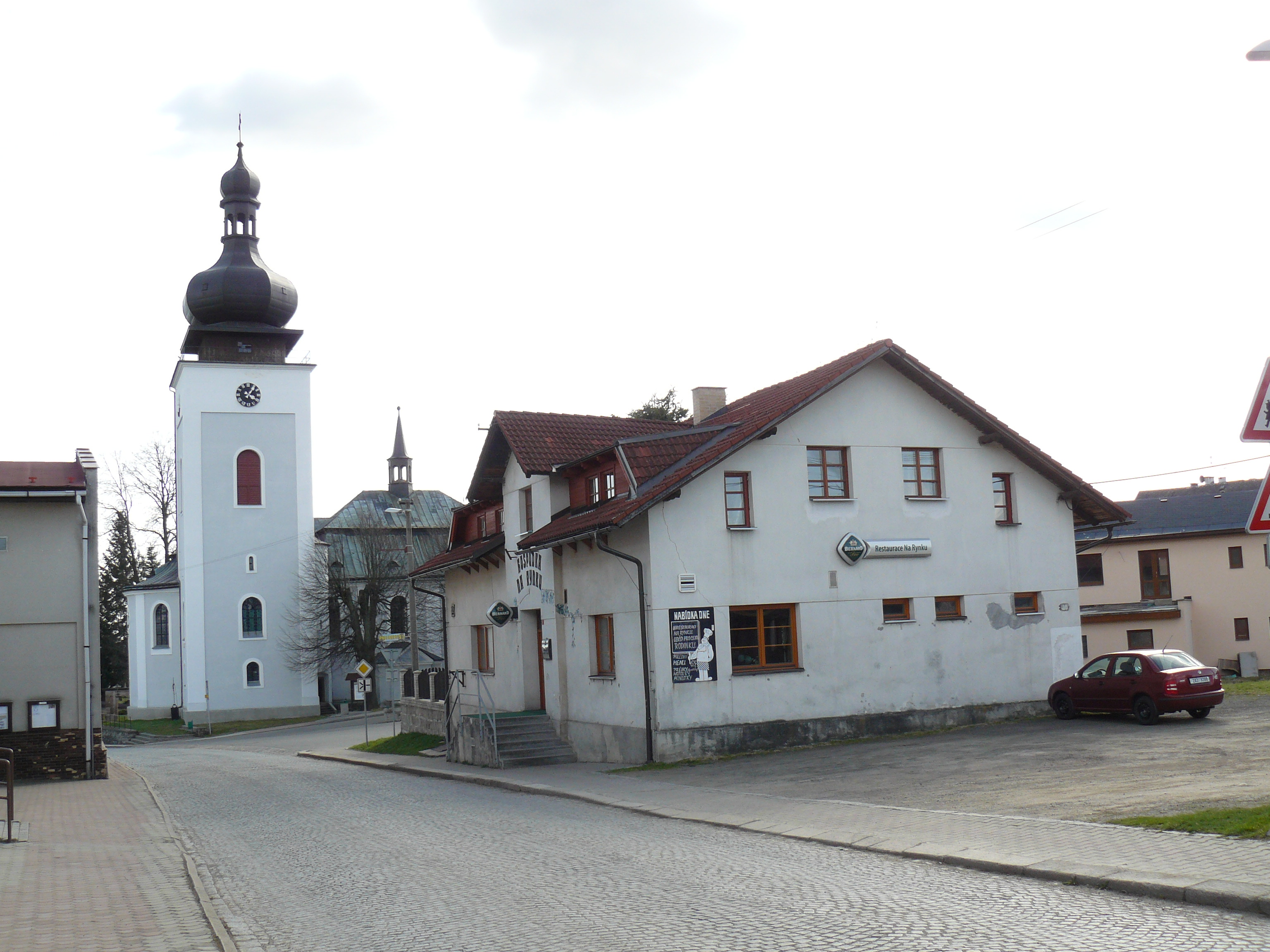
Bozkovský kostel Navštívení Panny Marie ze silnice

Historie kostela se počítá od poloviny 14. století, kdy je doložen první dřevěný kostel na místě dnešního kostela (zprvu doložen jako plebánie). Tento ale za husitských válek do základu vyhořel a nový byl postaven snad někdy v polovině 16. století. Právě k této druhé budově se vážou zázračné legendy. Stavební materiál byl údajně připraven pro stavbu kostela v Roztokách, ale jedné noci byl zázračně přemístěn až do Bozkova. Dále se traduje, že místo, kde měla vzniknout budova, ukázal sněžný zázrak.
Zvon na věži vyrobil Václava Kravář z Hradce Králové v roce 1555.
Místo bylo navštěvováno odedávna díky pramenu, který byl považován za zázračný, a vesnice se podle něj nazývala U Boží vody, později Bozkov. Uvnitř kostela se dosud nachází tzv. Lavatorium, kamenná obdélníková nádoba zapuštěná do země obsahující vodu z pramene, kterou se věřící při vstupu do svatostánku omývali. Poutní místo významně zpopularizoval také fakt, že se Bozkovu vyhnula morová epidemie, která se po roce 1680 šířila krajem. Dřevěná stavba přestávala desetitisícům poutníků stačit a arcibiskupství původní dřevěnou stavbu povolilo nahradit novou, kamennou. Základní kámen položila dne 23. září 1690 Marie Polyxena, vdova hraběnka De Fours. Konstrukce barokní stavby proběhla v době 1690–1693. Uctívaná socha Madony, která je vystavena uvnitř kostela, od hraběnky získala zlacené tabernákulum a v roce 1787, po dalším údajném zázraku, také paprsky. Poutě se po svém obnovení v roce 1628 konaly až do josefského zákazu v 18. století.
Po komunistickém převratu v roce 1948 byla poutní procesí znovu zakázána, budova začala chátrat a k rekonstrukci došlo až po objevení Bozkovských dolomitových jeskyní, díky kterým přijížděli domácí i zahraniční turisté.
Ačkoliv se kostel těšil oblibě mariánských ctitelů, farnost zde zanikla a obnovena byla až roku 1747. V 50. letech 18. století byl kostel vybaven dřevořezebnou výbavou kosmonoským Josefem Jelínkem. V té době také byla vyhotovena výmalba stropu (původní deskový dřevěný strop se zachoval v oratoři). 

### Zvony
Na věži kostela jsou v současné době zavěšeny 3 zvony, které tvoří zajímavý celek. Nejstarší pochází již z roku 1555, ostatní byly zrekvírovány během první světové války, nově byly pro kostel odlity zvony v roce 1924.

### Varhany
Na kůru kostela jsou vzácné památkově chráněné varhany z roku 1852, které postavil jako jedno ze svých prvních děl albrechtický varhanář Josef Prediger. Jedná se o mechanický zásuvkový nástroj se dvěma manuály, pedálem a celkem 21 znějícími rejstříky. 

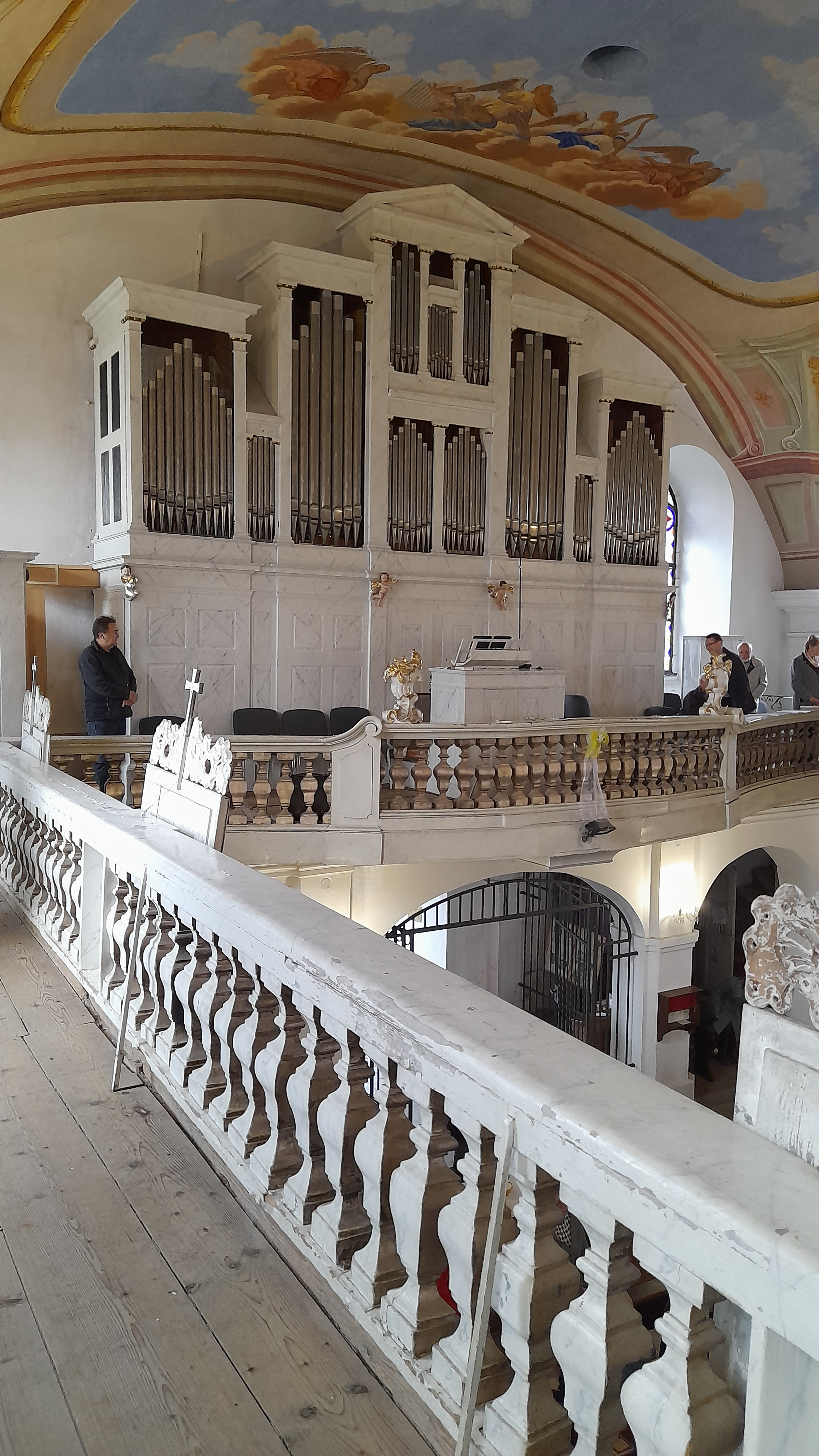
Varhany

Nástroj musel být v roce 2012 z důvodu havarijního stavu odstaven a hrozil mu zánik z důvodu silného napadení červotočem. Díky úsilí mnoha dobrodinců se však během následujících 10 let zdařila jeho celková rekonstrukce, která vyšla na více než 5,5 milionu Kč. Znovu byly varhany slavnostně uvedeny do provozu 21. října 2023. 

### Program záchrany architektonického dědictví
V rámci Programu záchrany architektonického dědictví bylo v letech 1996-2000 na opravu kostela čerpáno 5 860 000 Kč. Od roku 1996 v místě působi Misionáři Matky Boží z La Saletty.
| rok    | 1999 | 2000 | 2001 | 2002 | 2003 | 2004 | 2005 | 2006 | 2007 | 2008 | 2009 |
| ------ | ---- | ---- | ---- | ---- | ---- | ---- | ---- | ---- | ---- | ---- | ---- |
| částka | 600  | 500  | 400  | 650  | 800  | 500  | 850  | 400  | 400  | 400  | 360  |

## Galerie

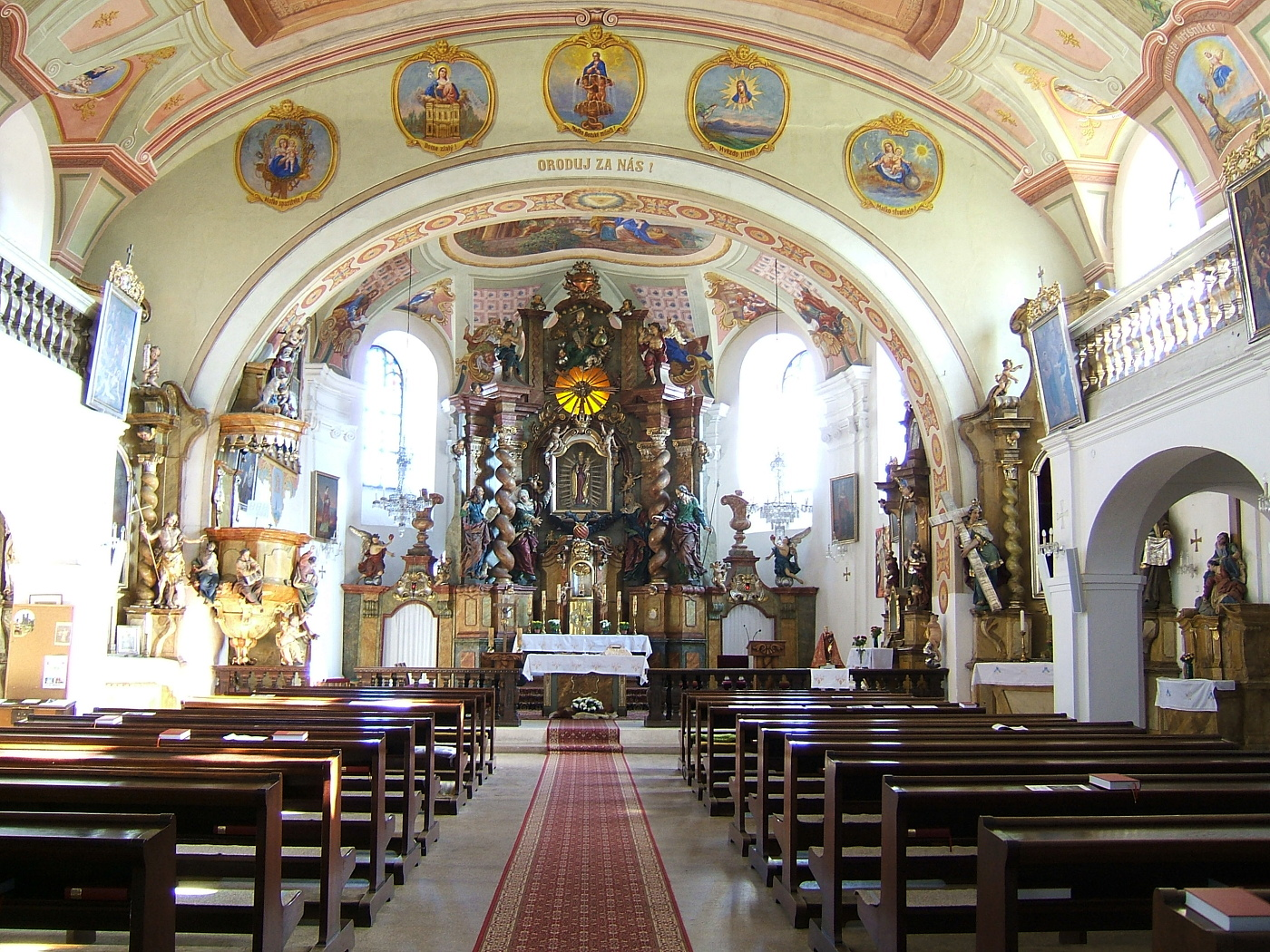
Kostelní loď
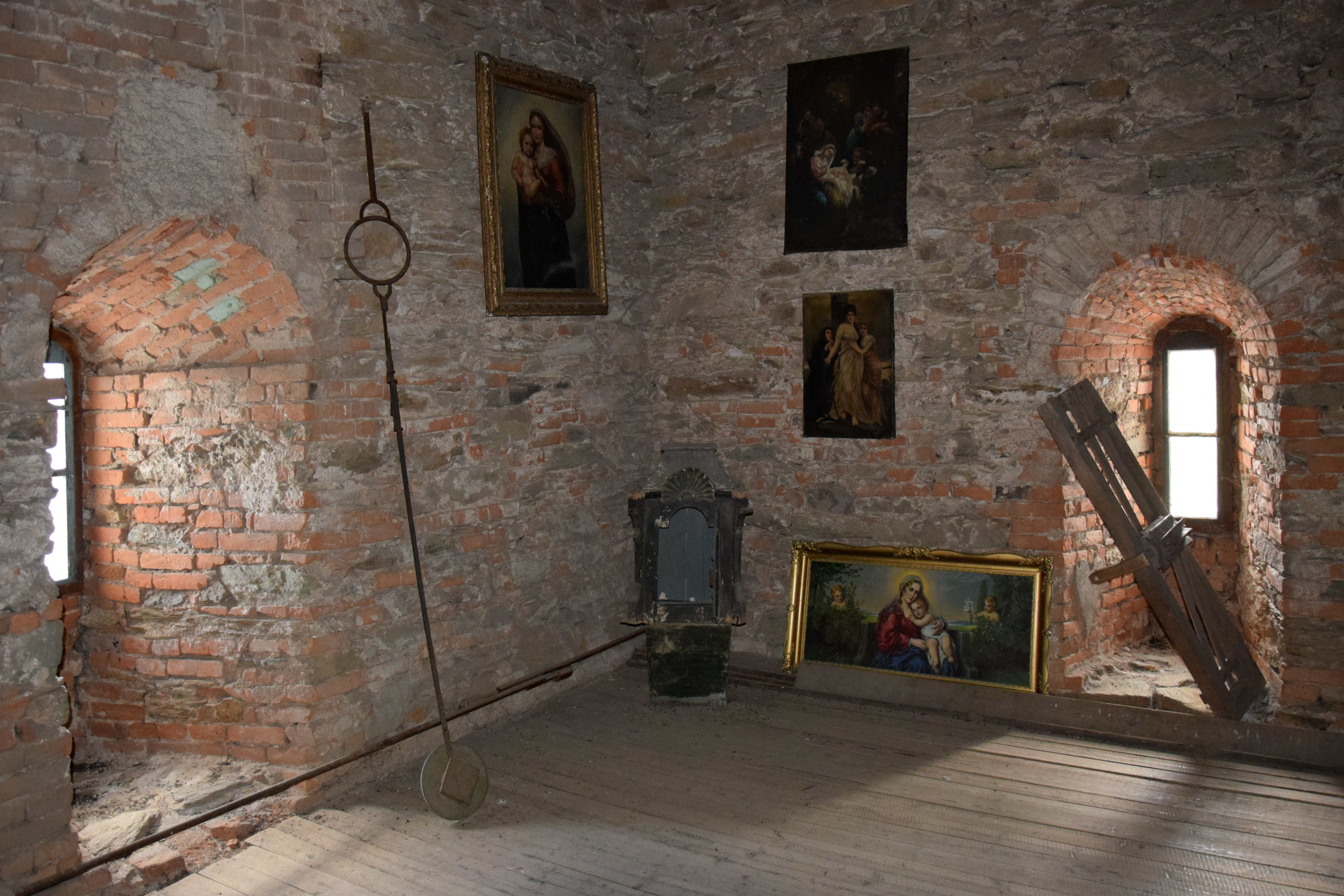
Interiér věže
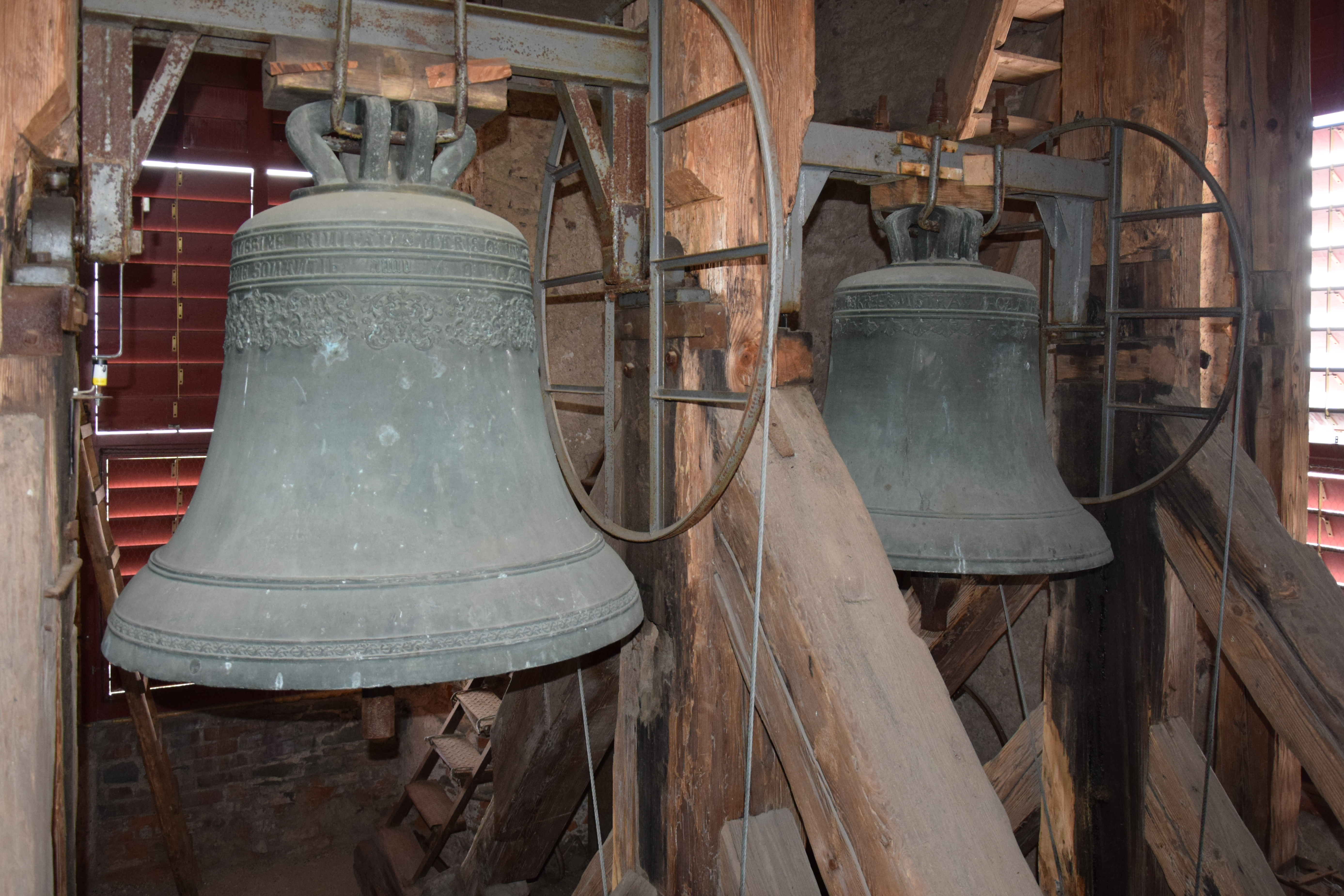
Zvony ve věži